# Orrknipptjärnarna
Orrknipptjärnarna är varandra näraliggande sjöar i Bergs kommun i Härjedalen och ingår i Ljungans huvudavrinningsområde:
- Orrknipptjärnarna (Storsjö socken, Härjedalen, 697473-135279), sjö i Bergs kommun, 62°51′12″N 12°54′42″Ö / 62.8533°N 12.9117°Ö (5,82 ha)
- Orrknipptjärnarna (Storsjö socken, Härjedalen, 697493-135174), sjö i Bergs kommun, 62°51′11″N 12°53′51″Ö / 62.8531°N 12.8974°Ö (11,4 ha)